# Dipsadoboa werneri
Dipsadoboa werneri — вид змій родини полозових (Colubridae). Ендемік Танзанії.

## Поширення і екологія
Dipsadoboa werneri мешкають в горах Усамбара на північному сході Танзанії, а також спостерігалися в горах Удзунгва. Вони живуть у вологих гірських тропічних лісах, на висоті від 1000 до 1600 м над рівнем моря. Ведуть нічний, деревний спосіб життя. Живляться хамелеонами Kinyongia fischeri. Відкладають яйця.

## Збереження
МСОП класифікує стан збереження цього виду як близький до загрозливого. Dipsadoboa werneri загрожує знищення природного середовища.